# كاميناتا
كاميناتا (بالإيطالية: Caminata)‏ هي بلدية في مقاطعة بياتشنزا في إقليم إميليا رومانيا الإيطالي.

## السكان
في سنة 1861 بلغ عدد السكان 657 نسمة، وتطور العدد ليصل في سنة 2011 لـ 276 نسمة.
يظهر هذا المخطط البياني تطور النمو السكاني لـ كاميناتا